# گراف ترانهاد

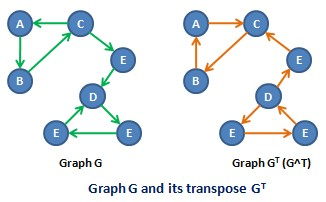
یک گراف و ترانهادهٔ آن

در نظریه گراف، گراف ترانهاده‌یِ گرافِ جهت‌دارِ G یک گراف جهت‌دار دیگر است با رئوس ولی یال‌هایی در جهت معکوس. به عبارت دیگر، اگر G شامل یال (u,v) باشد، ترانهادهٔ آن شامل یال (v,u) است و برعکس.

## نماد
دلیل نام‌گذاری این گراف تحت عنوان «ترانهاده» این است که ماتریس مجاورت یک گراف، ترانهادهٔ ماتریس مجاورت گرافِ ترانهاده است.
اگرچه توافق کلی‌ای در مورد نماد این گراف وجود ندارد اما اغلب کتب و مقالات یکی از سه نماد G ' , G T، G R را برای ارجاع به گرافِ ترانهادهٔ گراف G به‌کار می‌برند.